# Manuel Antonio Matta
Manuel Antonio Matta Goyenechea (Copiapó, 27 de febrero de 1826-Santiago, 12 de junio de 1892) fue un político, abogado y escritor chileno, fundador del Partido Radical de Chile junto con Pedro León Gallo.

## Biografía
Nace el 27 de febrero de 1826 en Copiapó, siendo hijo del empresario minero chilote y hombre público, Eugenio de Matta Vargas, y de Petronila María Mercedes Goyenechea de la Sierra. Fueron hermanos suyos: Pedro Nolasco, Francisco de Paula, Felipe Santiago, Guillermo y María Mercedes Matta Goyenechea. 
A pesar de haber nacido en la ciudad nortina de Copiapó, vivió la mayor parte de su vida en la capital Santiago, donde cursó sus estudios. Ingresó al Colegio de la señora Josefa Cabezón de Villarino, al Seminario Conciliar y posteriormente al Instituto Nacional General José Miguel Carrera. También fue aprendiz de Andrés Bello, de quien recibía clases particulares.
En 1841, cuando estaba por finalizar sus estudios de Derecho en la Universidad de Chile, su padre, Eugenio de Matta Vargas, decidió que Manuel Antonio debía viajar a Europa, a donde viajó con solo dieciocho años. En el Viejo Continente cursó estudios de literatura y filosofía. En sus estadías en Alemania, Francia e Inglaterra conoció a importantes intelectuales políticos como Francisco Bilbao y Santiago Arcos, quienes influyeron en sus pensamientos radicales.
Regresó a Chile en 1848. Ese año practicó sus dotes literarias escribiendo la Revista Santiago, El Picaflor y La Revista. Esta última fue discontinuada en 1851 pero regresó a emitirse en 1855.
Fue fundador del Cuerpo de Bomberos de Santiago (creado el 20 de diciembre de 1863) y primer director de la Compañía de Guardias de Propiedad (actual 6º Compañía).
Falleció soltero y sin descendencia.

### Vida política
Su vida política se desarrolló en 1855 cuando fue elegido diputado por su natal Copiapó, y más tarde es reelecto en 1858. Un año antes de su segunda elección, Matta renunció al Partido Liberal de Chile, para fundar el nuevo Partido Radical. De un grupo de jóvenes de los mismos ideales, él era el líder junto con su hermano menor Guillermo Matta, Ángel Custodio Gallo, Pedro León Gallo, Francisco Marín y Juan Arteaga Alemparte. Todos ellos formaron la Asamblea Constituyente influidos por la Revolución francesa. Cabe destacar que Manuel Antonio era masón desde los cuarenta años y su sueño era un gobierno laico.

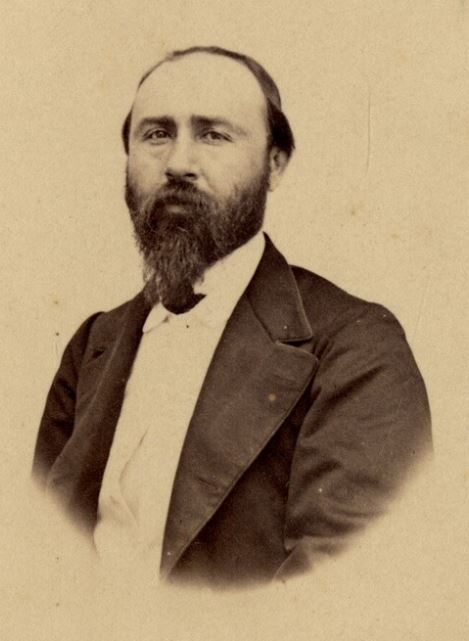
Manuel Antonio Matta en 1860.

No sería sino hasta la asunción al gobierno de José Joaquín Pérez que los radicales lograron formalizar el partido. Matta fundó el periódico La Voz de Chile en 1862 y lideró este grupo con ideas radicales esperando la llegada de Pedro León Gallo en 1863. La primera asamblea de los radicales se originó ese año.
En 1864 fue elegido diputado por Copiapó y Caldera donde es reelegido por cuatro periodos consecutivos. Posteriormente fue elegido presidente de la Cámara de Diputados, para después ser senador por Atacama, cargo en el que también sería reelecto. Su buena racha con el gobierno finalizaría en 1880 cuando en la primera convención Radical presidida por él, los efectivos del gobierno de Aníbal Pinto son fuertemente criticados y catalogados como corruptos. Sin embargo, luego volvió a ser apoyado por el gobierno de Domingo Santa María.
Matta se opuso férreamente al gobierno de José Manuel Balmaceda, incluso apoyando su dimisión. Tras la caída de Balmaceda, Matta se refugió en Buenos Aires y a su regreso se le ofreció el Ministerio de Relaciones Exteriores, Culto y Colonización de Chile, cargo que asume y le corresponde en parte el Caso Baltimore.
Luego fue elegido senador por Tarapacá, cargo que ejercía al momento de su fallecimiento, acontecido en Santiago.

## Legado

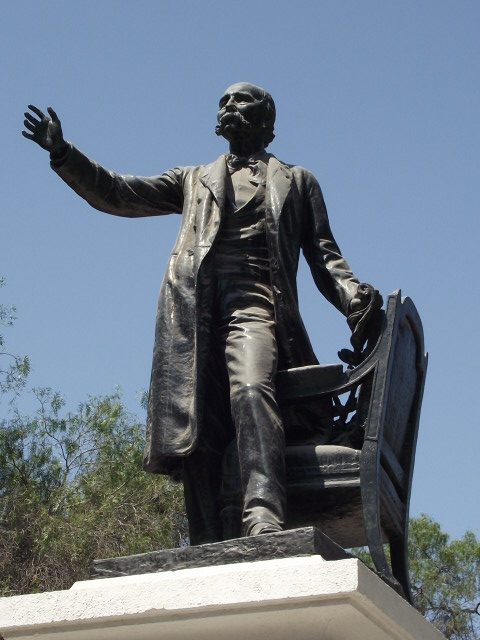
Monumento a Manuel Antonio Matta en Copiapó.

Su partido alcanzaría la primera magistratura del país en 1931 con Juan Esteban Montero, también se originarían los gobiernos radicales conformados por Pedro Aguirre Cerda, Juan Antonio Ríos y Gabriel González Videla.
En honor a sus destacadas labores políticas se le dio su nombre a una de las calles más importantes de Copiapó, la Avenida Manuel Antonio Matta, conocida popularmente como Alameda Manuel Antonio Matta. Igualmente en Santiago, por similares razones, se construyó la famosa Avenida Manuel Antonio Matta, conocida simplemente como Avenida Matta. Numerosas calles de ciudades chilenas llevan su apellido, haciendo referencia a su legado, como al legado de sus no menos destacado hermano Guillermo Matta Goyenechea.